# Maurice Barthélemy
Maurice-Domingue Barthélemy (La Paz, 23 maggio 1969) è un attore, regista e sceneggiatore francese.

## Biografia
Barthélemy è nato il 23 maggio 1969 a La Paz, in Bolivia. Ha debuttato in teatro con la compagnia teatrale Les Robins des Bois, al fianco di Jean-Paul Rouve, Pierre-François Martin-Laval, Marina Foïs, Pascal Vincent ed Élise Larnicol. Ha avuto una relazione con Marina Foïs ed è stato compagno dell'attrice Judith Godrèche dal 2004 al 2012, con la quale ha avuto una figlia, Tess Barthélemy, nata il 19 aprile 2005.

## Filmografia
- Serial Lover, regia di James Huth (1998)
- Trafic d'influence, regia di Dominique Farrugia (1998)
- Pollicino (Le Petit Poucet), regia di Olivier Dahan (2001)
- La Stratégie de l'échec, regia di Dominique Farrugia (2001)
- Asterix & Obelix: Missione Cleopatra, regia di Alain Chabat (2002)
- Le Raid, regia di Djamel Bensalah (2002)
- RRRrrrr!!!, regia di Alain Chabat (2004)
- Casablanca Driver, regia di Maurice Barthélemy (2004)
- Essaye-moi, regia di Pierre-François Martin-Laval (2006)
- Toutes les filles pleurent, regia di Judith Godrèche (2010)
- Per fortuna che ci sei (Un bonheur n'arrive jamais seul), regia di James Huth (2012)
- Pas très normales activités, regia di Maurice Barthélemy (2013)
- Les Tuche 2, regia di Olivier Baroux (2016)
- Les Ex, regia di Maurice Barthélemy (2017)
- Zaï zaï zaï zaï, regia di François Desagnat (2022)

## Programmi televisivi
- La Classe (FR3, 1992)
- La Grosse Émission (Comédie+, 1997-1999)
- Nulle part ailleurs (Canal+, 1999-2001)
- L'Instant norvégien (Canal+, 2000-2001)
- Burger Quiz (2018)
- Fort Boyard (France 2, 2021)
- Cuisine ouverte (France 3, 2022)

## Opere
- (FR) J'ai passé ma vie à chercher l'ouvre-boîtes, Séguier Editions, 2001, ISBN 978-2840492399.
- (FR) Con Charlotte Wils, Fort comme un hypersensible, Michel Lafon, 7 gennaio 2021, ISBN 978-2749945545.